# Armia Polska na Wschodzie
Armia Polska na Wschodzie – związek operacyjny Polskich Sił Zbrojnych w latach 1942–1947.

## Historia AP na Wschodzie
Armia Polska na Wschodzie została utworzona na podstawie rozkazu Naczelnego Wodza PSZ, gen. broni Władysława Sikorskiego z 12 września 1942, w Iraku, Iranie i Palestynie z połączenia Wojska Polskiego na Środkowym Wschodzie i Polskich Sił Zbrojnych w ZSRR.
Tym samym rozkazem anulowano nazwy: Polskie Siły Zbrojne w ZSRR, Dowództwo Wojska Polskiego na Środkowym Wschodzie i II Korpus Strzelców oraz wyznaczono obsadę personalną dowództwa armii.

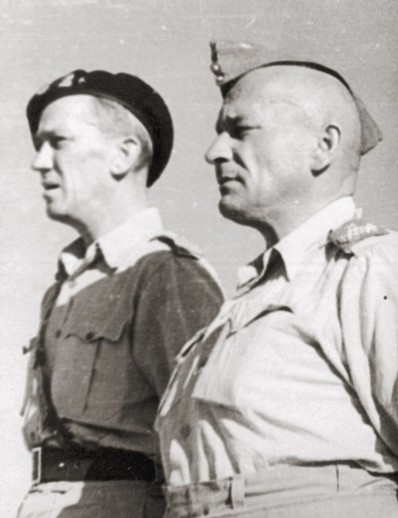
Gen. Gustaw Paszkiewicz i gen. Bronisław Rakowski, Armia Polska na Wschodzie 1942

Zgodnie z etatem armia miała liczyć 71 491 ludzi zorganizowanych w dwie dywizje strzelców (każda w składzie dwóch brygad), dywizję mieszaną złożoną z brygady czołgów i brygady strzelców, dywizji zapasowej oraz wojsk i służb armii.
Rzeczywisty stan na dzień 1 grudnia 1942 roku wynosił 62 082 żołnierzy.
W ramach organizacji armii (wrzesień – październik 1942 r.) rozformowano Dowództwo II KS, zalążki kadrowe 4 Dywizji Strzelców i 3 Brygadę Strzelców Karpackich. Nadwyżki 3 DSK włączono do 5 Dywizji Strzelców. Ponadto rozformowano 8, 9 i 10 DP, a pozostałe jednostki PSZ w ZSRR przeformowano na etaty brytyjskie. 6 Dywizję Piechoty przeformowano w 6 Samodzielną Brygadę Strzelców, a specjalny batalion piechoty „Dzieci Lwowskich” 6 DP przekształcono w 6 Batalion Czołgów i włączono w skład 2 BCz. Obie brygady połączono w 6 Dywizję Strzelców. Sformowano tzw. Artylerię Ciężką Armii w składzie dwóch pułków. Poza artylerią ciężką, w bezpośrednim podporządkowaniu dowódcy artylerii armii pozostawały dwa pułki artylerii lekkiej i dwa pułki artylerii przeciwlotniczej (ciężki i lekki) oraz pułk artylerii przeciwpancernej i pułk pomiarów artylerii.
Pewnym problemem były masowe dezercje żołnierzy polskich wyznania mojżeszowego. W okresie od września 1941 do maja 1944 zdezerterowało 2972 żołnierzy – Żydów.
4 maja 1943 został wydany rozkaz dowódcy APW L.dz.1050/I/Tj./43 o podziale dowództwa Armii Polskiej na Wschodzie część operacyjną (bojową) nadal kierowane przez Dowództwo APW i Dowództwo Bazy i Etapów APW. W następnych dniach wydano rozkazy – instrukcje L.dz.1049/I/Tj./43 z dnia 5 maja 1943 i L.dz.1074/I/Tj./43 z dnia 6 maja 1943. W maju i czerwcu 1943 wyodrębniono z APW część bojową, z której sformowano e lipcu 1943 II Korpus Polski oraz Dowództwo Bazy i Etapów Armii jako część niebojową. W skład części niebojowej weszły jednostki zapasowe, ośrodki szkoleniowe, instytucje i jednostki etapowe, terytorialne i obsługi zaplecza. W okresie od lipca do września 1943 roku większość APW została przegrupowana do Palestyny. W związku z zamierzonym odejściem II Korpusu do Włoch na podstawie rozkazu L.dz.800/Org./Tjn./43 Naczelnego Wodza gen. broni Kazimierza Sosnkowskiego z 25 listopada 1943, a potwierdzonego w kilka dni później przez dowódcę APW gen. dyw. Władysława Andersa rozkazem L.dz.420/Tjn./SD/43 z dnia 27 listopada 1943 nastąpiło podzielenie APW na trzy rzuty. Rzut czołowy to II Korpus i Wysunięta baza APW, który miał odejść sukcesywnie na teren Włoch. W skład rzutu tyłowego miała wejść zasadnicza część APW z dowódcą gen. dyw. Michałem Tokarzewskim-Karaszewiczem, która była przewidziana do przejścia na teren Egiptu. Na terenie Palestyny z agendami w Iranie i Iraku pozostał rzut terytorialny podległy dowódcy APW dowodzony przez płk. Bolesława Ostrowskiego. Od grudnia 1943 do kwietnia 1944 odeszły do Włoch II Korpus i Wysunięta Baza APW. Jednostki rzutu terytorialnego zostały zorganizowane i podporządkowane Dowództwu Jednostek Terytorialnych na Środkowym Wschodzie. Pozostałe jednostki podlegały dowództwu APW, zadaniem APW było zbieranie z terenu Środkowego Wschodu uzupełnień i ich szkolenie a następnie wysyłanie ich poprzez Bazę II Korpusu do oddziałów II Korpusu na terenie Włoch. Z dniem 7 maja 1944 ustała podległość APW gen. Andersowi, a w sierpniu 1944 rozpoczęto organizację ze składu osobowego APW nowego III Korpusu podległemu bezpośrednio Naczelnemu Wodzowi. Stało się to na podstawie rozkazu Naczelnego Wodza L.dz. 952/Tj./Org./44 z dn. 24 VII 1944. Był to kres istnienia Armii Polskiej na Wschodzie. 

## Wyposażenie

### Umundurowanie
Żołnierze posiadali dwa rodzaje mundurów – tropikalne i sukienne. oficerowie dodatkowo posiadali mundury wyjściowe. Mundury tropikalne pochodziły z dostaw z USA i magazynów brytyjskich. Występowały pewne różnice w kroju. Mundury sukienne oraz wyjściowe oficerskie szyte były na miarę i według jednolitego wzoru. Regulamin przewidywał dwa kolory umundurowania, piaskowy i khaki.

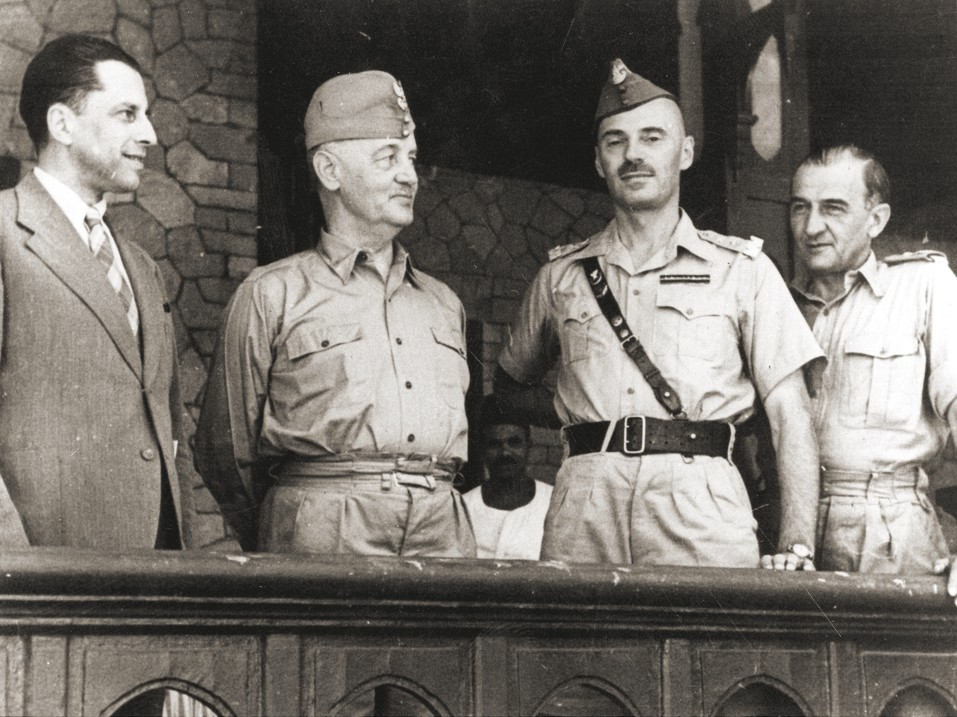
Tadeusz Romer, Władysław Sikorski, Władysław Anders i Tadeusz Klimecki podczas podróży inspekcyjnej Naczelnego Wodza na Bliskim Wschodzie 1943. Wizytacja jednostek Armii Polskiej na Wschodzie

Zestaw umundurowania tropikalnego zawierał: koszule lub kurtki oficerskie (bush jacket), spodnie drelichowe oraz szorty, pończochy bez stóp, owijki lub spinacze, buty zamszowe lub skórzane.
W nakryciach głowy panowała pewna różnorodność. Żołnierze nosili: hełmy korkowe, australijskie kapelusze khaki oraz płócienne furażerki. Rękawy koszul podwijano. Dystynkcje i oznaki naszywane były na podszycie w kolorze munduru i zapinane na zatrzaski lub przypinane guzikiem wsuwki.
Zestaw umundurowania sukiennego zawierał: battle dressy, swetry khaki, serdaki skórzane, płaszcze sukienne i buty. Oficerowie posiadali także płaszcze przeciwdeszczowe. Nakrycie głowy stanowiła czapka typu angielskiego lub beret. Kolory beretów określały formacje. Czarny stosowany był w broni pancernej, a zielony w pozostałych jednostkach.
Mundur wyjściowy oficerski wzorowany był na mundurze brytyjskim. Nakryciem głowy oficerów była jednak rogatywka zbliżona do wzoru przedwojennego.

### Uzbrojenie
Żołnierze Armii Polskiej na Wschodzie uzbrojenie z magazynów brytyjskich otrzymali we wrześniu 1942. Uzbrojenie było niejednorodne, głównie angielskie i amerykańskie, ale także francuskie, włoskie, radzieckie i niemieckie.
Broń strzelecka:

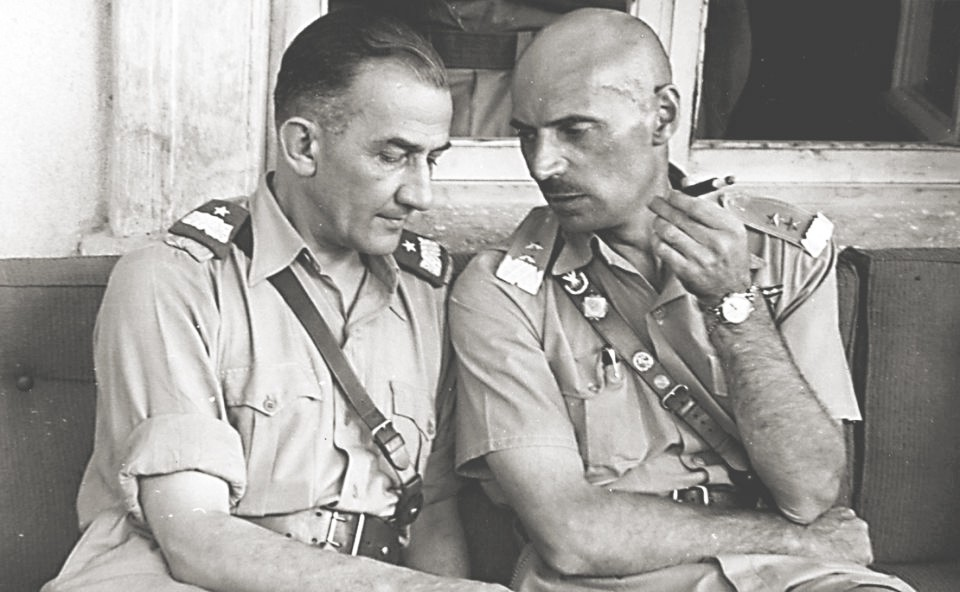
Gen. Tadeusz Klimecki i gen. Władysław Anders 1943

- pistolety i rewolwery Colt i Smith Wesson
- karabiny Lee Enfield 4 Mk1 i inne typy Enfield w małych ilościach
- pistolety maszynowe Thompson M1928M1 oraz M1928M1A1
- ckm Vickers Mk1
- rkm Bren i Browning
- karabiny przeciwpancerne Boys
- granatniki przeciwpancerne PIAT

Działa i moździerze:
- 40 mm-armata przeciwpancerna
- 57 mm-armata Mk1 oraz Mk4
- 76,2-mm armata Mk1
- 87,6-mm armatohaubica
- 114,3-mm armata
- 50,8-mm (2-calowy) moździerz
- 76,2-mm (3-calowy) moździerz
- 106,7-mm (4-calowy) moździerz

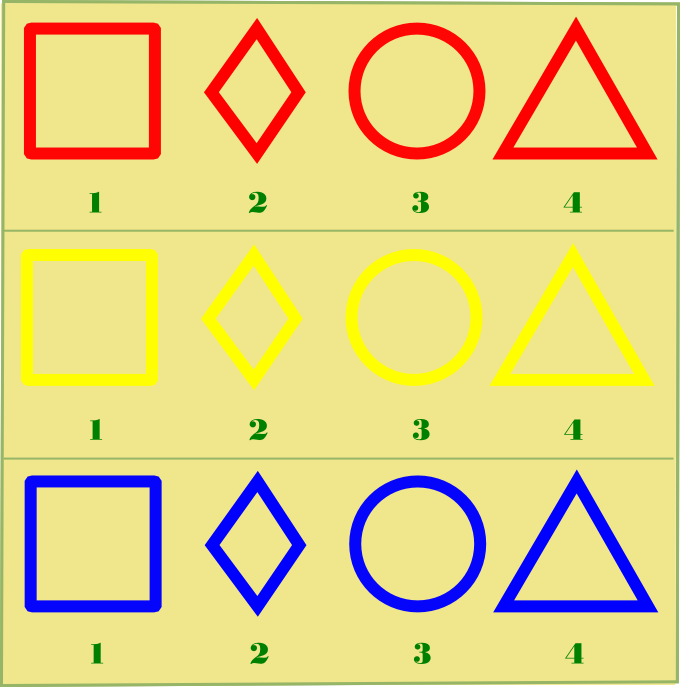
Przykładowe oznakowanie pojazdów broni pancernej

Czołgi, transportery, motocykle i samochody:
- czołg lekki General Stuart
- czołg lekki wsparcia piechoty General Sherman
- czołg szybki Crusader
- samochochód pancerny Staghound
- samochód pancerny Humber
- samochochód pancerny Daimler
- transporter opancerzony Universal Carrier
- transporter opancerzony Bren Carrier
- transporter opancerzony M3 Scout Car
- transporter opancerzony M3 Halftrack
- Jeep Willis
- M72 (1942)

Pojazdy pomalowane były na barwy ochronne – kolor piaskowy oraz plamy czerwonobrunatne na piaskowym tle. Każdy pojazd posiadał tablice z oznaczeniem macierzystej jednostki.

## Garnizony armii
Rozmieszczenie jednostek na terenie Iraku na przełomie 1942 -1943
- Qizil Ribat
- Dowództwo Armii Polskiej na Wschodzie,
- Dowództwo 6 Dywizji Piechoty,
  - 2 Brygada Czołgów,
  - 6 Brygada Strzelców,
  - 6 pułk artylerii lekkiej,
  - batalion saperów armii,
  - batalion łączności armii,
  - 12 pułk kawalerii pancernej,
  - 15 pułk kawalerii pancernej,
  - pułk Ułanów Karpackich,
  - III Szpital Wojskowy,
  - 21 kompania transportowa,
  - 27 kompania transportowa,
  - część jednostek transportowych i sanitarnych armii.
- Khanakin

Dowództwo Artylerii Armii,
- 7 pułk artylerii lekkiej,
- 9 pułk artylerii lekkiej,
- 10 pułk artylerii ciężkiej,
- 11 pułk artylerii ciężkiej,
- 1 pułk pomiarów artylerii,
- Zapasowy Batalion Pancerny,
- II Szpital Wojskowy,

Dowództwo 5 Kresowej Dywizji Piechoty,
- 3 Brygada Strzelców,
- 4 Brygada Strzelców,
- 5 batalion saperów,
- 5 batalion łączności,
- 4 pułk artylerii lekkiej,
- 5 pułk artylerii lekkiej,
- 8 pułk artylerii lekkiej,
- 5 batalion pancerny,
- 5 pułk artylerii przeciwpancernej,

Dowództwo 7 Dywizji Piechoty,
- 7 Brygada Strzelców
- 8 Brygada Strzelców
- 7 batalion ciężkich karabinów maszynowych,
- 7 batalion łączności,
- 7 pułk kawalerii pancernej.

Centrum Wyszkolenia Artylerii,
jednostki zaopatrzenia, warsztaty i samochody dywizyjne.
- Mosul

Dowództwo 3 Dywizji Strzelców Karpackich,
- 2 Brygada Strzelców Karpackich,
- 3 batalion łączności,
- 2 Karpacki pułk artylerii lekkiej,
- 3 Karpacki pułk artylerii przeciwpancernej,
- IV Szpital Wojskowy,
- jednostki zaopatrzenia, warsztaty i samochody dywizji.
- Al-Habbanijja
  - 7 pułk artylerii przeciwlotniczej lekkiej,
  - 8 pułk artylerii przeciwlotniczej ciężkiej,
  - 3 pułk artylerii przeciwlotniczej lekkiej
  - 5 pułk artylerii przeciwlotniczej lekkiej

- Al-Kajjara
  - 1 Brygada Strzelców Karpackich,
  - 3 batalion ciężkich karabinów maszynowych,
  - 1 pułk artylerii lekkiej,
  - 3 pułk artylerii lekkiej.
- Dżalaula

Dowództwo Etapów,
- 11 batalion saperów kolejowych,
- 2 etapowy batalion łączności,
- batalion wartowniczy,
- 312 kompania transportowa,
- 320 kompania transportowa,
- część jednostek materiałowo-warsztatowych, zaopatrzenia i ewakuacji armii[7].

## Struktura organizacyjna AP na Wschodzie
- Dowództwo Armii Polskiej na Wschodzie
- 3 Dywizja Strzelców Karpackich
- 5 Dywizja Strzelców
- 6 Dywizja Strzelców
- 7 Dywizja Zapasowa
- Jednostki armijne:
  - Grupa Artylerii Armii
  - Pułk Ułanów Karpackich
  - Batalion Łączności Armii
  - 12 Kompania Geograficzna
  - Główna Składnica Materiałowa Armii (1942–1943)
  - 101 Kompania Obsługi Składnic Materiałowych (1942–1943)
  - 101 Kompania Amunicyjna (1942–1943)
  - 350 Kompania Materiałowa Stacji Zaopatrywania
  - 351 Wysunięta Składnica Materiałowa Armii (III–VI 1943)
  - 37 Park Materiałowy Armii

## Obsada personalna AP na Wschodzie
- Dowódca armii:
  - gen. dyw. Władysław Anders

- Zastępca dowódcy armii:
  - gen. dyw. Józef Zając

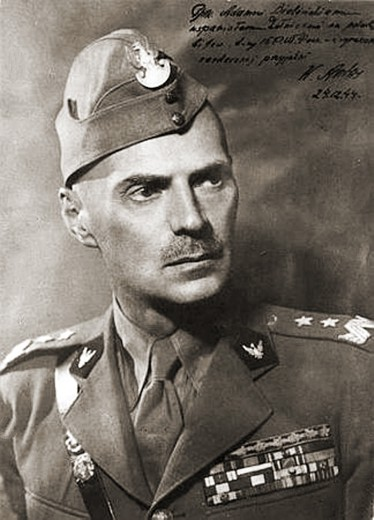
Władysław Anders dowódca armii

  - gen. dyw. Michał Tokarzewski-Karaszewicz

- Szef sztabu armii:
  - gen. bryg. Bronisław Rakowski
- Kwatermistrz:
  - płk dypl. Stanisław Skowroński
- I zastępca kwatermistrza

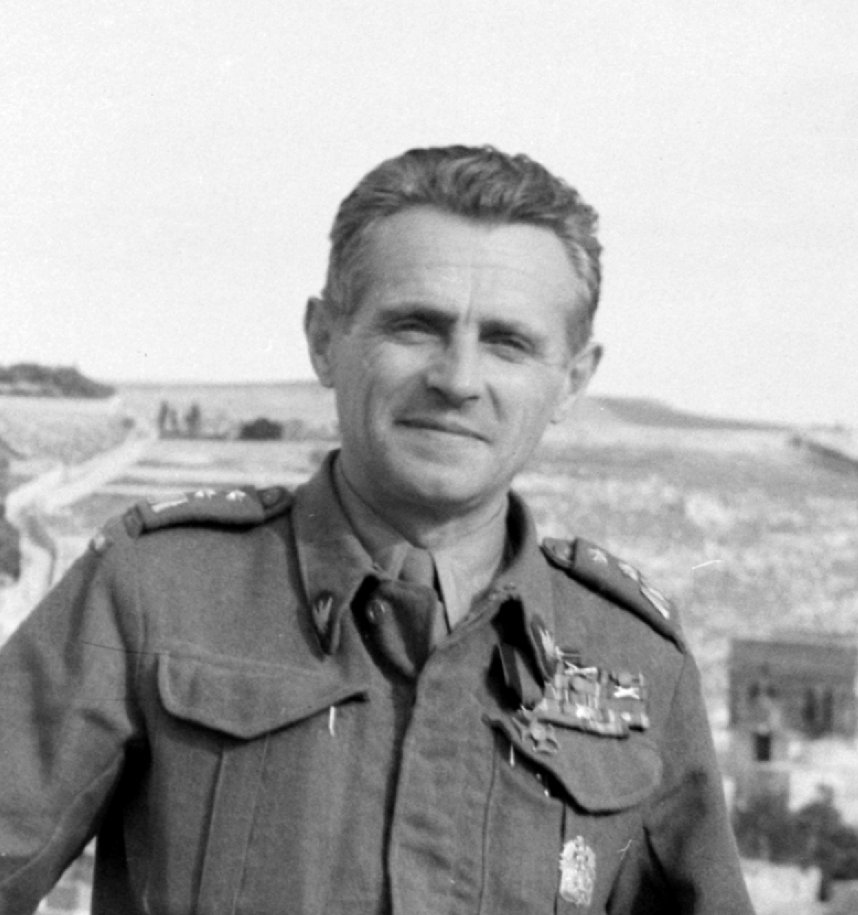
Gen. Michał Tokarzewski-Karaszewicz

  - płk dypl. Hugon Zallmann[8]
- Dowódca Artylerii
  - płk dypl. Roman Odzierzyński
- Dowódca Etapów:
  - gen. bryg. Józef Wiatr
- Dowódca broni pancernych i szef motoryzacji:
  - gen. bryg. Tadeusz Kossakowski

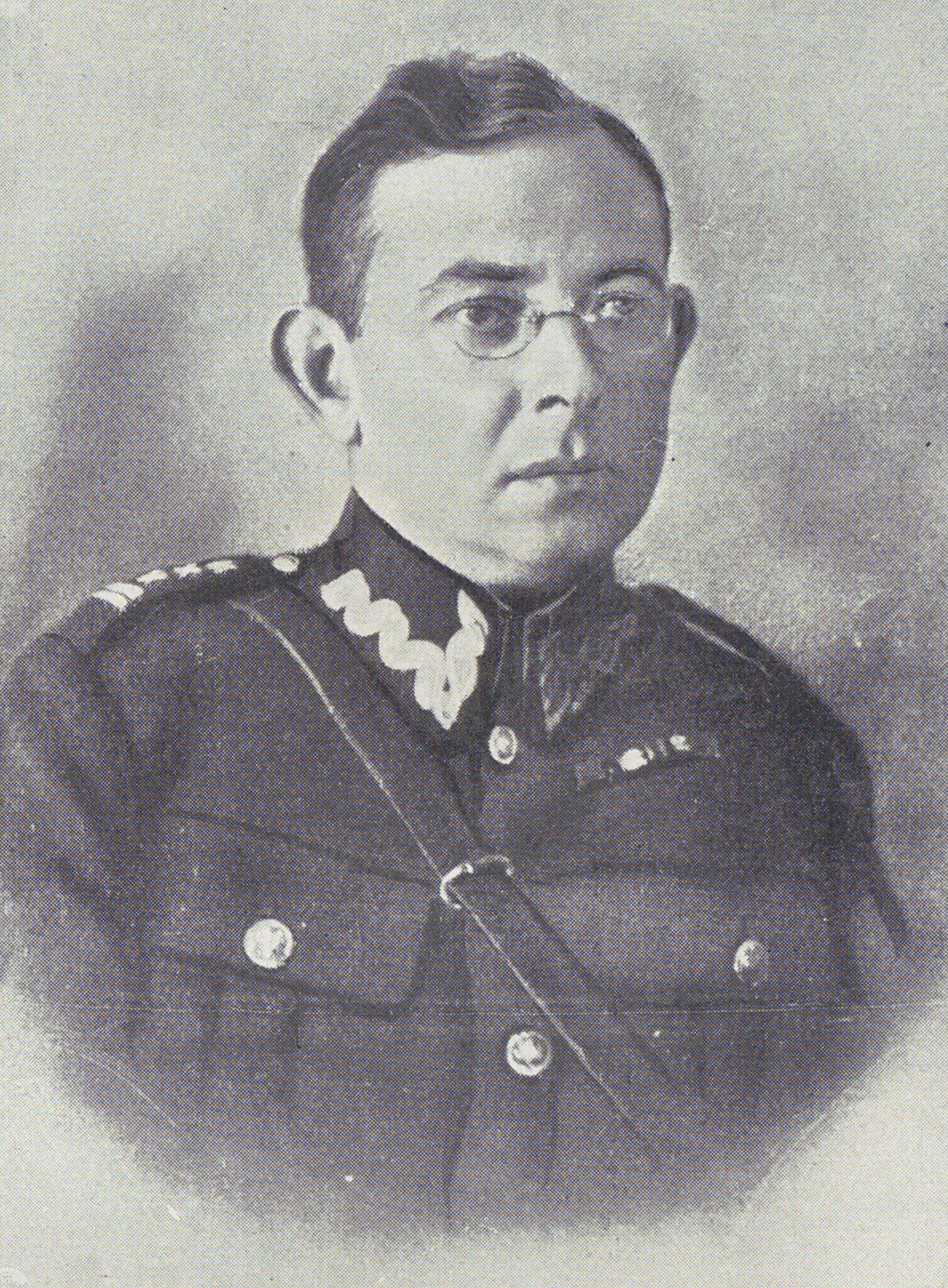
Dowódca broni pancernych i szef motoryzacji gen. Tadeusz Kossakowski

- Szefostwo Intendentury → Delegatura Szefa Intendentury MON (od 15 II 1945[9])